# سیستم آنتی‌ژن Ii
سیستم آنتی‌ژن Ii (انگلیسی: Ii antigen system) یک سیستم گروه خونی در انسان است که بر پایهٔ ژن‌های موجود بر روی کروموزوم ۶ شکل گرفته‌است.